# Miss Panamá 2011
Miss Panamá 2011 la 45.ª celebración Anual del concurso Miss Panamá se llevó a cabo en el Centro de Convenciones Atlapa, Panamá, Panamá el jueves 26 de mayo de 2011.
Después de 23 años, el concurso de Señorita Panamá, organizado por la Corporación Medcom, fue finalmente cancelado. Miss Panamá 2011 fue la primera (1°) edición del certamen de belleza nacional más importante de Panamá, en el cual Anyolí Ábrego Miss Panamá para Miss Universo 2010 de Veraguas coronó a Sheldry Saez de Herrera como Miss Panamá. De igual forma Paola Vaprio Miss Panamá para Miss Mundo 2010 de Panamá Centro coronó a Irene Nuñez de Veraguas como Miss Panamá Mundo.
Bajo la producción de Marisela Moreno ex-Miss Panamá para Miss Mundo y la OMP (Organización Miss Panamá) escogieron dentro de 12 participantes a la ganadora.
Saez compitió en la edición número 60 del concurso Miss Universo 2011 , se llevó a cabo en  São Paulo, Brasil el 12 de septiembre de 2011. Clasificando a semifinales (Top 10).
Nuñez por su parte representó al país en la 61.ª edición del Miss Mundo 2011 llevado a cabo en Londres en 6 de noviembre de 2011.

## Ganadoras
- Cabe destacar que Anyolí Abrego no participó de esta edición, sin embargo fue designada por la Organización Miss Panamá a participar en Miss Continente Americano 2011.

| Resultado                             | Candidata                                                                                           |
| ------------------------------------- | --------------------------------------------------------------------------------------------------- |
| Miss Panamá 2011                      | - Herrera - Sheldry Saez                                                                            |
| Miss Mundo Panamá 2011                | - Veraguas - Irene Núñez                                                                            |
| Virreina Miss Panamá 2011             | - Panamá Centro - Keity Drennan                                                                     |
| Miss Panamá Continente Americano 2011 | - Veraguas - Anyolí Abrego                                                                          |
| Top 6 Semi-Finalistas                 | - Bocas del Toro - Marielena González - Los Santos - Marisel Medina - Panamá Este - Jelenska García |

## Introducción
El Opening fue con la versión en inglés de la canción "On The Floor"  de Jennifer López, donde las 12 candidatas hicieron su primera aparición de la noche, terminando con el desfile de la Miss Panamá 2010 Anyolí Ábrego.

### Premios especiales
El 5 de mayo de 2011, se celebró el concurso de trajes nacionales llamado Descubre Tu Interior. El traje ganador representar a Panamá en Miss Universo 2011.
| Resultados Finales | Concurso                                | Diseñador             | Tema                                            | Concursante    |
| ------------------ | --------------------------------------- | --------------------- | ----------------------------------------------- | -------------- |
| Ganador            | Mejor Traje nacional para Miss Universo | Moisés Sandoya        | "PARÍS, El Cacique Deidad y El Tesoro de Quema" | Sheldry Sáez   |
| 1.ª Finalista      |                                         | Abdul Juliao Esturain | "Caciques de la Tierra Veraguense"              | Irene Núñez    |
| 2.ª Finalista      |                                         | Daniel Cortina        | "Palacio de las Garzas"                         | Keity Mendieta |

## Bandas Especiales
| Premio                  | Candidata Ganadora            |                        |
| ----------------------- | ----------------------------- | ---------------------- |
| Miss Fotogénica         | Herrera - Sheldry Sáez        | Herrera - Sheldry Sáez |
| Miss Silueta Power Club | Veraguas - Irene Núñez        |                        |
| Miss Amistad            | Panamá Este - Jelenska García |                        |
| Miss Personalidad       | Panamá Centro - Keity Drennan |                        |
| Concejo de las Misses   | Herrera - Sheldry Sáez        |                        |

### Jueces
- Amelia Vega, cantante internacional y Miss Universo 2003.
- Lorena Castillo de Varela, esposa del vicepresidente y canciller de la República de Panamá.
- Dr. José Agustín Espino, cirujano plástico de la organización oficial de Miss Panamá.
- José Pablo Ramos, director de la Lotería Nacional.
- Andrés Badra, director comercial de MEDCOM.
- Marina Rodríguez, directora de Renova Spa Hotel RIU Plaza.
- Christian Serrano, representante de Swarovski Elements

## Candidatas oficiales
Estas son las candidatas seleccionadas para esta edición.
| Estado             | Candidata                   | Edad | Estatura (m)    | Ciudad Natal         |
| ------------------ | --------------------------- | ---- | --------------- | -------------------- |
| Bocas del Toro     | Marielena González Peña     | 22   | 1,70 m (5′ 7″)  | Bocas del Toro       |
| Chiriquí           | Sue Eveling Guerra Herrera  | 24   | 1,82 m (6′ 0″)  | David                |
| Chiriquí Occidente | Ariadna Fernández Rodríguez | 18   | 1,83 m (6′ 0″)  | Panamá               |
| Coclé              | Tatiana Campagnani González | 23   | 1,83 m (6′ 0″)  | Panamá               |
| Colón              | Keshia Giselle Leis Luna    | 23   | 1,80 m (5′ 11″) | Panamá               |
| Darién             | Christine Fábrega de Soto   | 19   | 1,70 m (5′ 7″)  | Panamá               |
| Herrera            | Sheldry Sáez Bustavino      | 19   | 1,73 m (5′ 8″)  | Chitre               |
| Los Santos         | Marisel Medina de la Rosa   | 19   | 1,75 m (5′ 9″)  | Chitre               |
| Panamá Centro      | Keity Drennan               | 20   | 1,77 m (5′ 10″) | Panamá               |
| Panamá Este        | Jelenska García Ureña       | 23   | 1,76 m (5′ 9″)  | Panamá               |
| Panamá Oeste       | Nicole Nathalie Huerbsch    | 21   | 1,70 m (5′ 7″)  | Panamá               |
| Veraguas           | Irene Núñez Quintero        | 23   | 1,75 m (5′ 9″)  | Santiago de Veraguas |

## Significado histórico
- Herrera gana Señorita Panamá por segunda vez (primera en 1967).
- Panamá Centro y Veraguas clasifican nuevamente en la ronda final por año consecutivo.
- Los Santos y Panamá Este clasifican en las finales después de dos años (2009).